# Mestegmer
Mestegmer (franska: Mestegmer (CR), Mestegmer (Commune Rurale), arabiska: مشرع حمادي) är en kommun i Marocko.   Den ligger i provinsen Taourirt och regionen Oriental, 400 km öster om huvudstaden Rabat. Antalet invånare är 6 378.